# Ira S. Bowen
Ira S. Bowen (21. prosince 1898 – 6. února 1973) byl americký fyzik a astronom. V roce 1927 objevil, že chemický prvek nebulium není skutečným prvkem, ale že jde o dvakrát ionizovaný kyslík.

## Život a kariéra
Narodil se v Seneca Falls ve státě New York. Kvůli častému stěhování rodiny byl doma vzděláván otcem až do jeho smrti v roce 1908. Od té doby chodil na Houghton College, kde jeho matka pracovala jako učitelka. Po absolvování střední školy, zůstal Bowen na škole v rámci přípravných ročníků na univerzitu. Později přešel na Oberlin College, kterou absolvoval v roce 1919. V době studia spolupracoval s Robertem Hadfieldem na zkoumání vlastností oceli. Výsledky publikovali roku 1921.
V roce 1919 začal studovat fyziku na Chicagské univerzitě. O dva roky později se již dostal do výzkumné skupiny Roberta Millikana a začal se věnovat ultrafialové spektroskopii prvků. Ještě v roce 1921 však George Ellery Hale přesvědčil Millikana, aby přešel na Kalifornský technologický institut (Caltech) a Bowen odešel také. Kontakty s Halem umožnily Bowenovi pracovat na Observatoři Mount Wilson a Observatoři Palomar. Bowen na Caltechu přednášel obecnou fyziku a prováděl výzkum kosmického záření a ultrafialové spektroskopie. Prováděl rovněž výpočty spekter pro lehké prvky periodické tabulky.
Zelené emisní čáry části mlhoviny Kočičí oko na 4959 a 5007 nanometrech byly objeveny Williamem Hugginsem v roce 1864. Vzhledem k tomu, že tyto emisní čáry nevykazoval žádný v té době známý prvek, bylo v 90. letech 19. století určeno, že je za emisní čáry zodpovědný nový prvek zvaný nebulium. Bowen přesně vypočítal zakázané přechody dvakrát ionizovaného kyslíku a zjistil, že se nachází přesně v místech, kde byly pozorovány tyto spektrální čáry. Nízká pravděpodobnost srážek zabránila kyslíku dostat se z excitovaného stavu do základního a proto byly zakázané přechody hlavní cestou k relaxaci. Bowen své výsledky publikoval v roce 1927 se závěrem, že nebulium nebylo opravdovým chemickým prvkem.
Mezi lety 1948 a 1964 byl Bowen ředitelem observatoře Palomar. Před svým odchodem do penze v roce 1964, ale i poté se podílel na zlepšení konstrukce mnoha optických teleskopů.

## Ocenění
V roce 1936 byl zvolen členem Národní akademie věd Spojených států amerických. Roku 1942 získal Henry Draper Medal , roku 1957 medaili Catheriny Bruceové  a roku 1966 Gold Medal of the Royal Astronomical Society.
Jmenuje se po něm kráter na Měsíci a asteroid 3363 Bowen.